# 福岡村 (愛知県)
福岡村（ふくおかむら）は、愛知県渥美郡にかつてあった村である。
現在の豊橋市の一部（小松町・山田町・小池町・佐藤町・小浜町・富本町・橋良町・南栄町・潮崎町・神ノ輪町・中浜町・東小浜町・藤沢町・豊岡町・朝丘町・宮下町など）に該当する。

## 歴史
- 1878年（明治11年） - 佐藤村、山田村、小池村、橋良村、小浜村、小松新田が合併し、福岡村となる。
- 1889年（明治22年）10月1日 - 町村制により、福岡村が発足。
- 1906年（明治39年）8月31日 - 高師村、磯辺村、野依村、植田村、大崎村と合併し、高師村が発足。同日福岡村は廃止。